# Пилек
Пилек (рут. Пыле,Пилек) — покинутое село в Рутульском районе Дагестана.
На момент упразднения входило в состав Амсарского сельсовета. Исключено из учётных данных в 1970-е годы.

## Географическое положение
Пилек располагался правом склоне долины реки Юхурмери, в 2 км к северо-северо-востоку от села Амсар.

## История
В Пилеке исследователями были обнаружены письменные памятники ранних периодов. По словам старожилов, аул был образован от слияния 7 тухумов (патронимий): Дамырар (имя предка-основателя тухума), Семедэйер (имя предка), Мамайер (прозвище), Амрагьар (имя предка), Абдулайер (имя предка), Кьаӏртӏайер (прозвище), Багъышер (прозвище).
По статистике 1869 года, здесь находилось 12 хозяйств, а количество жителей составляло 60 человек.
При Советской власти жители этого села из-за невыносимых тяжкий горных условий, начиная с 50-х годов, самовольно стали переселяться в разные населённые пункты Рутульского и Магарамкентского районов. К концу 70-х годов аул перестал существовать.
Село являлось бригадой колхоза имени Ф.Энгельса (до 1956 г. имени Кагановича) с центром в селе Амсар.

## Население
| Год       | 1895 | 1926 | 1939 | 1970 |
| --------- | ---- | ---- | ---- | ---- |
| Население | 63   | 117  | 108  | 149  |